# Pelechuco
Pelechuco – miasto w Boliwii, w departamencie La Paz, w prowincji Franz Tamayo. W 2010 roku Pelechuco liczyło 1184 mieszkańców.